# Rhipidura verreauxi

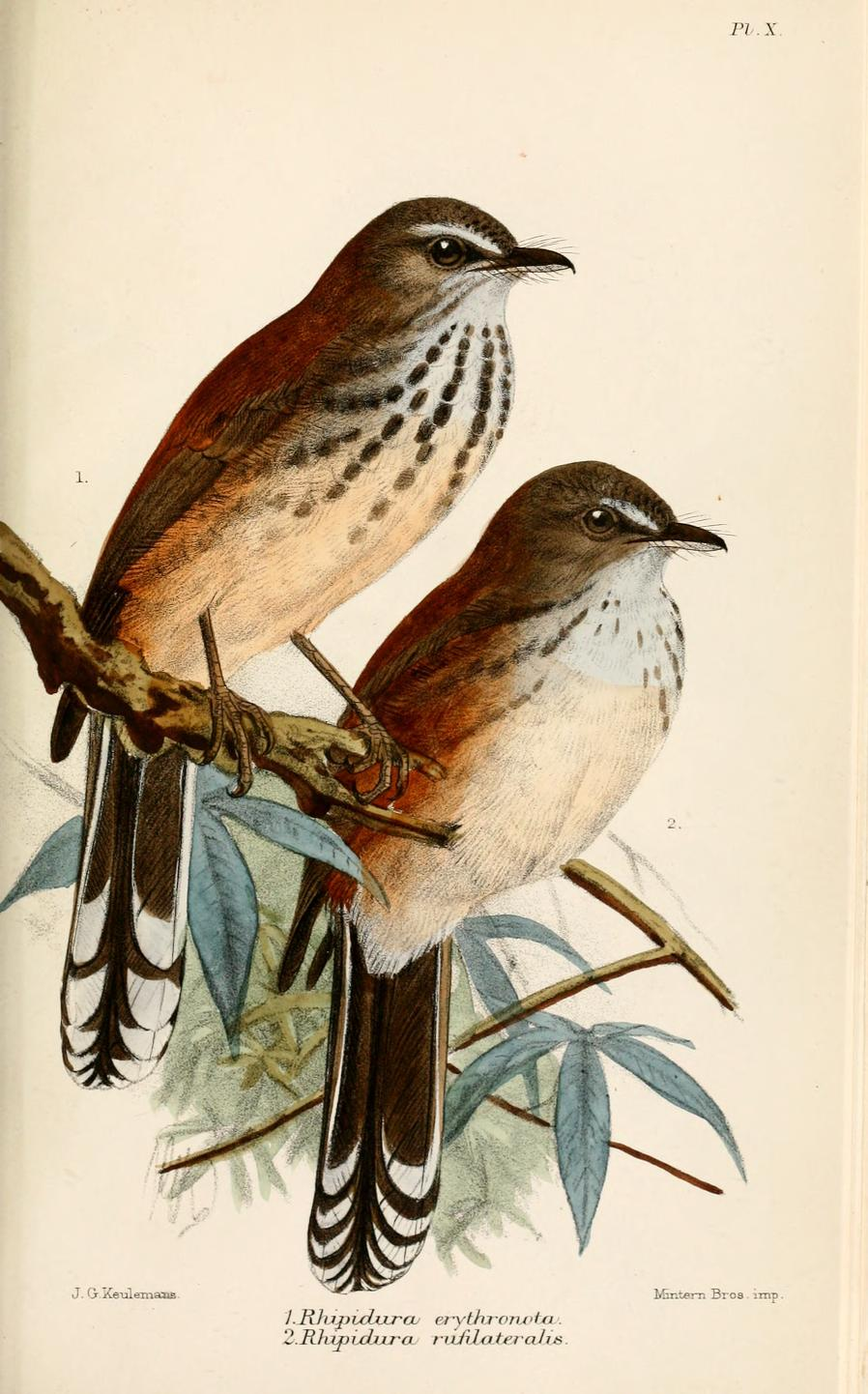
Ilustración por Keulemans, 1879

El abanico moteado (Rhipidura verreauxi) es una especie de ave paseriforme de la familia Rhipiduridae propia del sur de la Melanesia. El nombre científico Rhipidura verreauxi tiene prioridad sobre Rhipidura spilodera (Dickinson y Watling 2006).

## Distribución y hábitat
Se encuentra en los archipiélagos de Fiyi, Nueva Caledonia y Vanuatu.  Sus hábitats naturales son los bosques húmedos tropicales isleños.